# Wiru
Wiru is een bestuurslaag in het regentschap Semarang van de provincie Midden-Java, Indonesië. Wiru telt 2687 inwoners (volkstelling 2010).